# Macquartia dispar
Macquartia dispar är en tvåvingeart som först beskrevs av Fallen 1820.  Macquartia dispar ingår i släktet Macquartia och familjen parasitflugor. Arten är reproducerande i Sverige. Inga underarter finns listade i Catalogue of Life.